# نواف سلامة
نواف سلامة (ولد في 14 سبتمبر 1965 في مرمريتا، سوريا - وتوفي في 20 أبريل 2025 في بوخارست رومانيا)، هو رجل أعمال روماني-سوري، ومؤسس ورئيس مجموعة ألكسندريون(بالإنجليزية)..
يُعرف سلامة الذي غادر بلدته مرمريتا في ثمانينات القرن العشرين، بـ"الإمبراطور"، نظراً الى ضخامة الاستثمارات التي وظّفها في رومانيا وأهمها في صناعة المشروبات الروحية ومشاريع توليد الطاقة البديلة.